# Zgrada škole u Luci
Zgrada škole u mjestu i općini Luka, zaštićeno kulturno dobro.

## Opis
Jednokatna slobodnostojeća zgrada škole sagrađena je u središtu naselja 1912. godine. Pravokutnog tlocrta s plitkim pročeljnim rizalitom, pripada tipu dvorazrednih školskih zgrada s dva učiteljska stana. Osnovna karakteristika prostorne organizacije takvih škola je simetrična organizacija koju određuje središnji ulaz i dvije veće prostorije uz glavno pročelje u obje etaže. Komunikacija među etažama ostvarena je stubištem smještenim u zasebnom volumenu u stražnjem dijelu zgrade. Vrijednost građevine očituje se u očuvanosti gabarita, osnovnog tlocrtnog rasporeda i konstrukcije, kao i činjenici da značajno određuje vizure naselja.

## Zaštita
Pod oznakom Z-6144 zaveden je kao nepokretno kulturno dobro - pojedinačno, pravna statusa zaštićena kulturnog dobra, klasificirano kao "sakralna graditeljska baština".